# Calystegia silvatica
Calystegia silvatica là một loài thực vật có hoa trong họ Bìm bìm. Loài này được (Kit. in Schrad.) Griseb. mô tả khoa học đầu tiên năm 1844.

## Hình ảnh

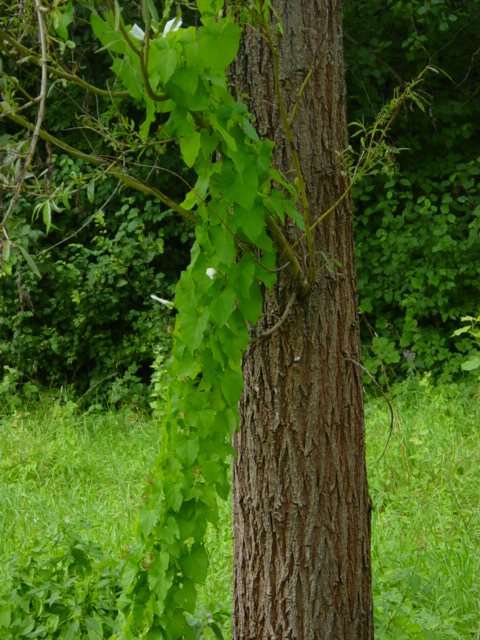
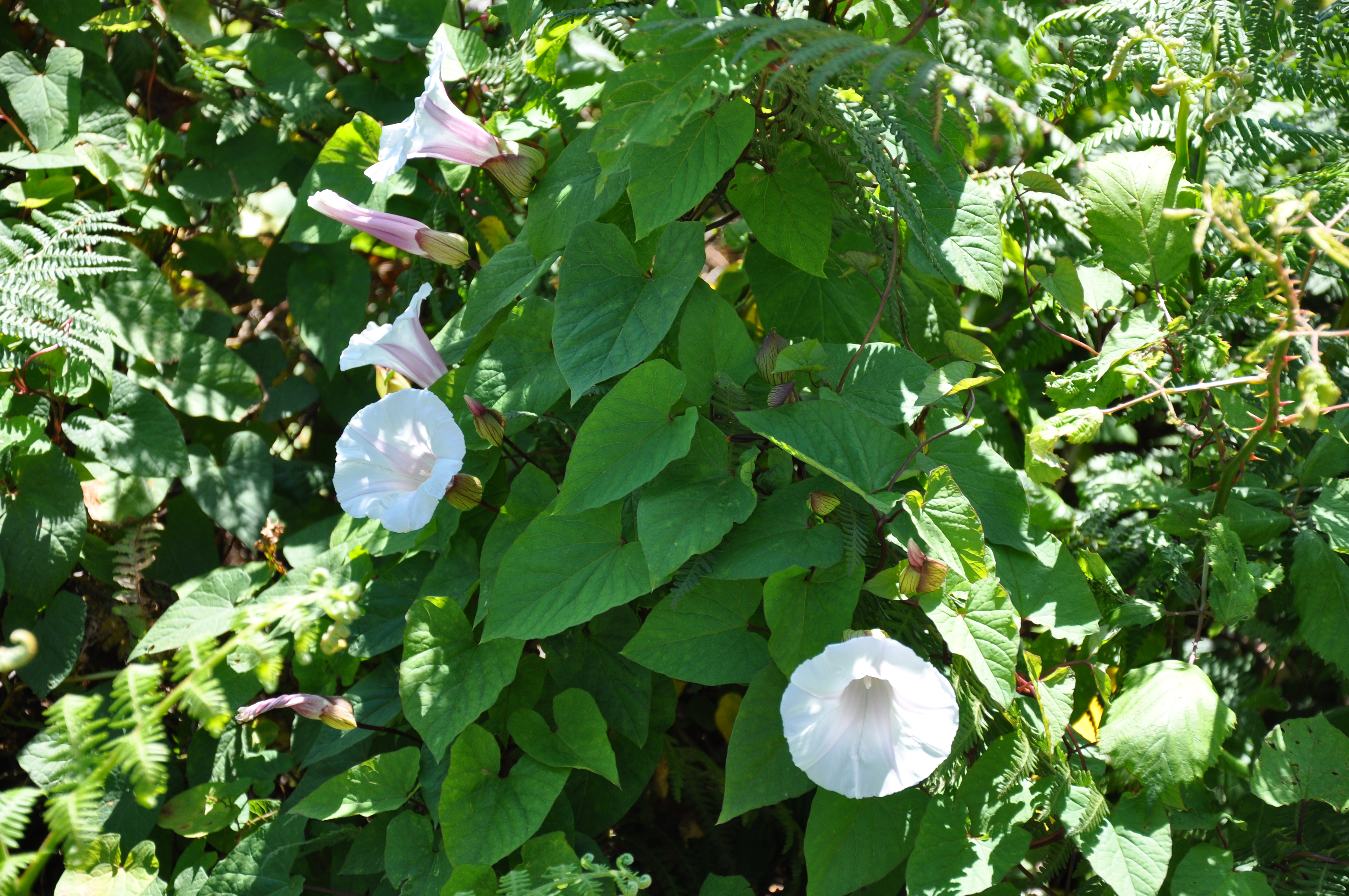
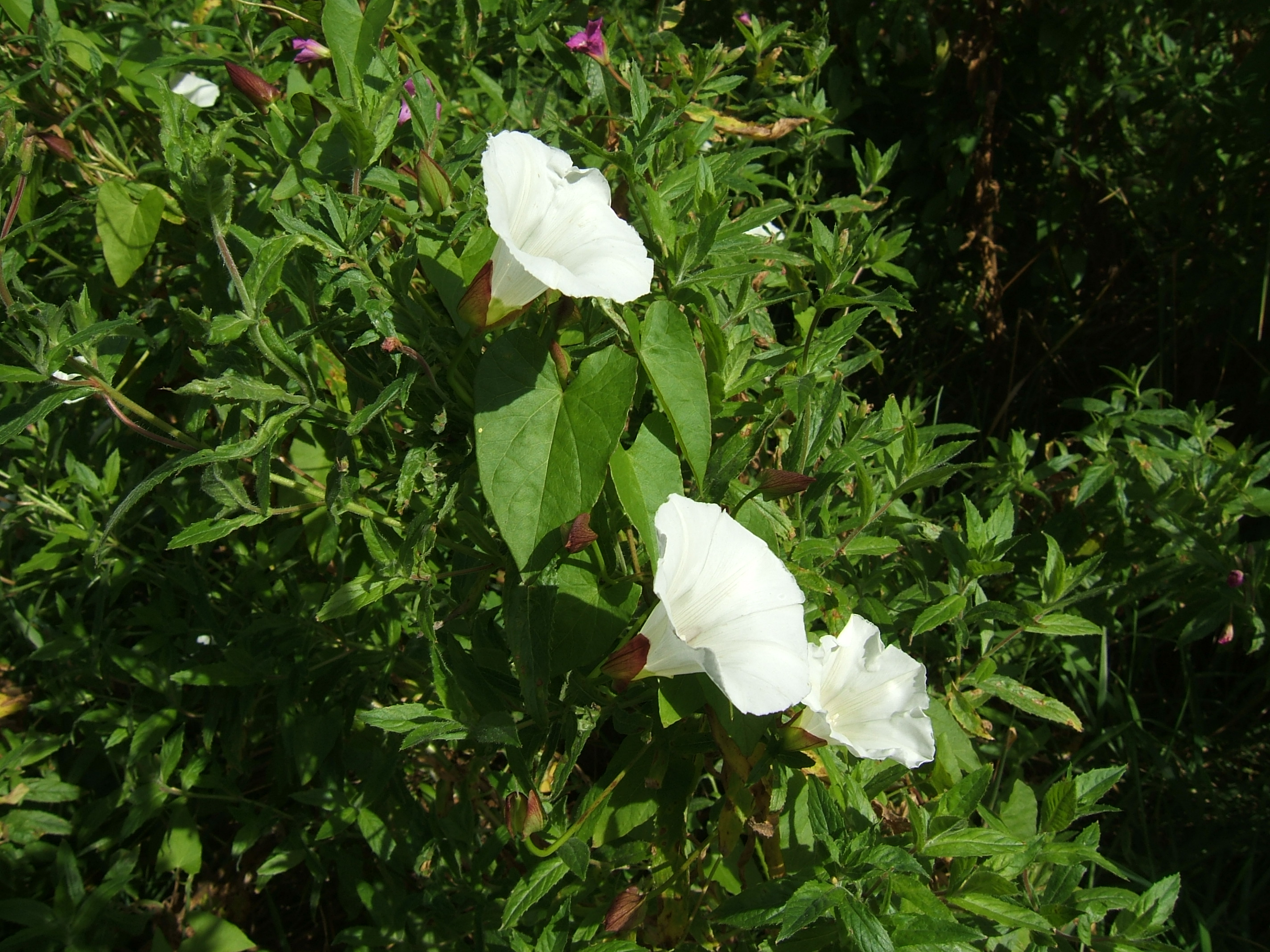
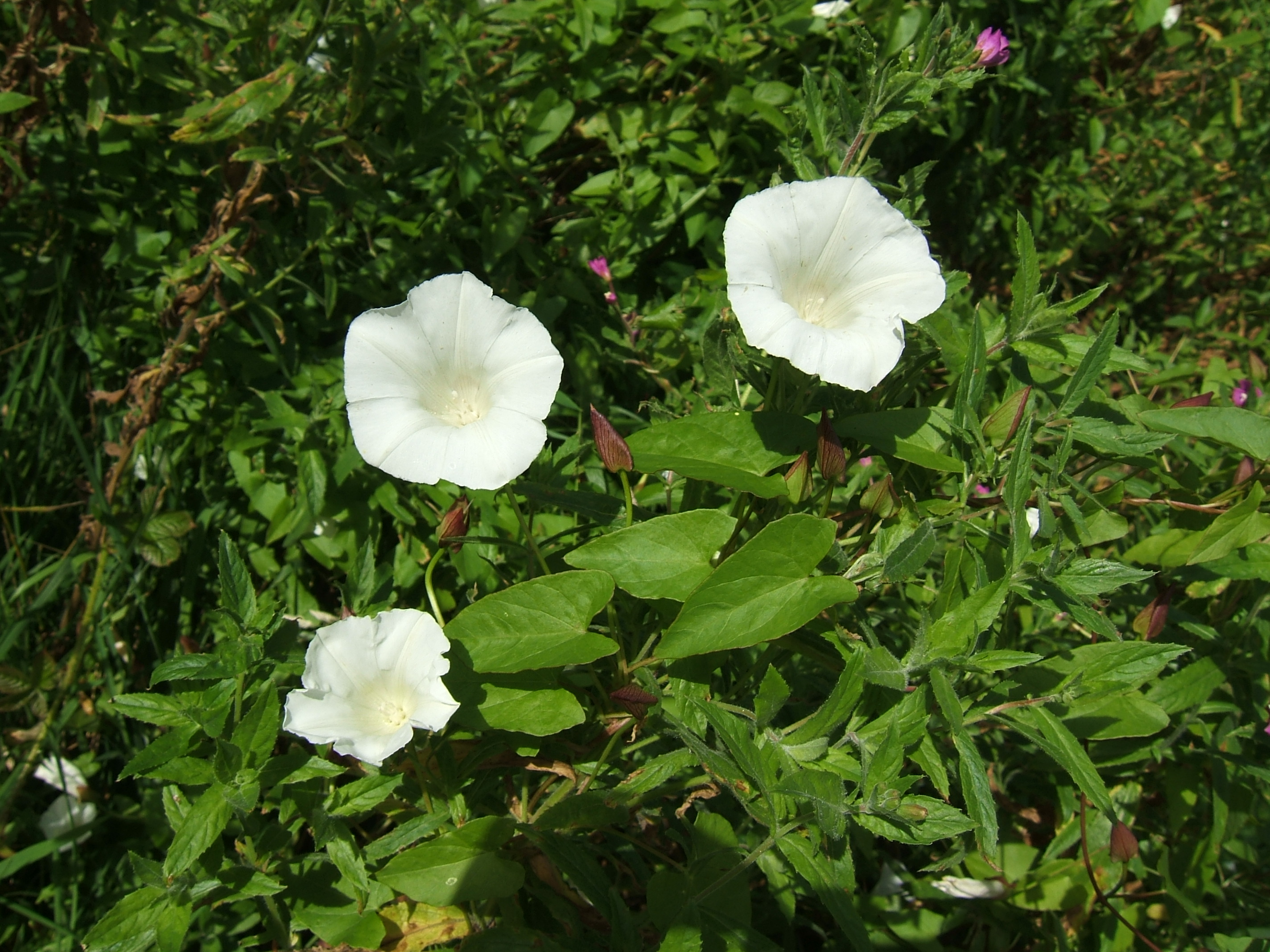